# 搭枪卡 (歌曲)
《搭枪卡》（俄语： Tачанка），也被稱为“ 搭枪卡之歌”（羅馬化：Pesnya o Tachanke ）是一首两次战间期的苏联革命歌曲，由康斯坦丁·利斯托夫作曲，米哈伊尔·鲁德曼于1937年创作它描述了俄罗斯内战中的一种红军使用的机枪车。